# تشارلز وايت (لاعب كرة قدم أمريكية)
تشارلز وايت (بالإنجليزية: Charles White) هو لاعب كرة قدم أمريكية أمريكي، ولد في 22 يناير 1958 في لوس أنجلوس في الولايات المتحدة.

## وصلات خارجية
- تشارلز وايت على موقع مرجع كرة القدم المحترفة.كوم (الإنجليزية)
- تشارلز وايت على موقع إن إن دي بي (الإنجليزية)